# Friend & Lover
Friend & Lover was een Amerikaans folkduo, bestaande uit het echtpaar Jim (Houston, 28 oktober 1939 - 14 september 2022) en Cathy Post (Chicago, 30 mei 1945 als Cathy Conn).

## Geschiedenis
Cathy Post had een achtergrond in zang en dans, voordat ze haar toekomstige echtgenoot Jim Post ontmoette tijdens een Canadese provinciale fair in 1964. Hun huwelijk en de band werden uiteindelijk ontbonden. Cathy hertrouwde twee keer, werd Cat Conn, had drie kinderen en vijf kleinkinderen en woonde in de bergen van New Mexico. In 2015 of 2016 ging ze terug naar Chicago om daar de rest van haar leven door te brengen met een van haar eerste kinderen en twee van haar kleinkinderen.
Jim Post had eerder opgetreden met de folkgroep The Rum Runners. Hij begon soloalbums op te nemen voor Flying Fish Records en Fantasy Records.
Jim schreef de enige belangrijke hitsingle Reach out of the Darkness van het duo, die werd opgenomen in Nashville met Ray Stevens en Joe South en werd uitgebracht door Verve Forecast Records. Het nummer haalde de US Top 10-hitlijst in juni 1968 en werd overgenomen door de protestbeweging tegen Amerikaanse politici van die tijd. Het werd opnieuw uitgebracht als titelnummer van een volgend album in 1969. Het nummer werd de basis van plaatselijke en regionale christelijke rockbands tijdens de jaren 1970, toen de teksten door velen werden beschouwd als van religieuze betekenis. Het nummer verscheen in de televisieseries Aquarius (1969): A Change Is Gonna Come (seizoen 1, aflevering  5), Beverly Hills, 90210: The Time Has Come Today (seizoen 4, aflevering 25) en Mad Men: Man With a Plan (seizoen 6, aflevering 7).
Jim Post overleed op 82-jarige leeftijd.

## Discografie

### Singles
Cadet Records
- 1965: Santa's Got a Brand New Bag (als Jim & Cathy) / People Stand Back

ABC Records
- 1967: A Town Called Love / If Tomorrow

Verve Forecast Records
- 1967: Reach out of the Darkness / Time on Your Side (You're Only 15 Years Old)
- 1968: If Love Is in Your Heart / Zig-Zag
- 1969: Circus / I Want to Be Free
- 1969: A Wise Man Changes His Mind / Ode to a Dandelion

Cadet Concept Records
- 1970: Hard Lovin' / Colorado Exile

### Album
- 1968:	Reach out of the Darkness (Verve Forecast Records)